# Тотални опозив (филм из 1990)
Тотални опозив (енгл. Total Recall) је амерички научнофантастични акциони филм из 1990. године који је режирао Пол Верховен и прва је од две филмске адаптације кратке приче Филипа К. Дика We Can Remember It for You Wholesale. Главне улоге тумаче Арнолд Шварценегер, Рејчел Тикотин, Шерон Стоун, Мајкл Ајронсајд и Рони Кокс.
Са буџетом од 48−80 милиона долара, филм је био међу најскупљима у то време. Будући да процене продукцијског буџета варирају, није сигурно да ли је икада држао рекорд. Зарада од 261,4 милиона долара чини га петим најгледанијим филмом године.
Филм је 2012. доживео римејк са Колином Фарелом и Кејт Бекинсејл у главним улогама. Филм је преведен као Тотални опозив, а тачан превод на српски језик је Потпуно присећање.

## Радња
Године 2084. грађевинског радника Дагласа Квејда прогоне снови о Марсу (који је већ увелико колонизован и насељен људима) и некој тајанственој тамошњој жени. Његова супруга Лори упорно га одвраћа од било каквог размишљања о Марсу, где се губернатор (управник Федералне колоније), Вилос Кохејген, бори против локалних побуњеника. Квејд посећује Рикол, компанију која усађује лажна сећања на одморе, и одабира пут на Марс у лику тајног агента. Међутим, процедура крене по злу јер Квејд има потиснута сећања да је он заиста тајни агент на Марсу.
Особље Рикола убризга му седатив, брише му сећања на посету, рефундира му новац и шаље га кући Џоникебом, аутоматизованим таксијем којим управља робот. Испред зграде у којој станује, Квејда пресретну и нападну његов колега са посла Хари и још неколико људи, те је он принуђен да их побије. У стану га, на његово запрепашћење, нападне Лори, али након што је он савлада, она му открије да је њихов брак лажни меморијски имплант, а да је њу послала Обавештајна служба Марса да га надгледа. Квејд једним ударцем ошамути Лори и побегне, а за њим се у потеру дају наоружани људи које предводи Риктер, Кохејгенов оперативац и Лорин прави муж.
Након што умакне нападачима, Квејда у хотелској соби путем видео-телефона са јавне говорнице контактира човек који се представља као његов бивши колега са Марса, који му оставља кофер са новцем, геџетима, лажним исправама и лаптопом са видео-снимком самог Квејда, који се на снимку представља као Хаузер и објашњава да је он некада радио за Кохејгена, али да је променио страну пошто је сазнао за неки ванземаљски артефакт на Марсу, те да се подвргнуо брисању памћења да би се заштитио. Хаузер да инструкције Квејду да извади локатор који се налази у његовој лобањи и упути се на Марс. Стигавши на Марс, Квејд налази поруку од Хаузера са упутством да оде до јавне куће „Последње уточиште” у Венусвилу (Венерограду), кварту црвених фењера насељеном људима који су мутирали услед лоше заштите од радијације, те да тамо потражи жену по имену Мелина. Испред Хилтона упознаје таксисту Бенија, који га одвезе до „Последњег уточишта”, где налази Мелину, жену из својих снова, али га она одбије, верујући да он и даље ради за Кохејгена.
Квејда касније посете др Еџмар из Рикола и Лори. Еџмар тврди да је Квејд претрпео „шизоидну емболију”, услед које је заробљен у фантазији од усађених вештачких сећања. Он понуди Квејду таблету која ће га „освестити” и вратити у стварност. Видевши да се Еџмар зноји, Квејд схвати да није у питању сан и убије га. Риктерови људи развале зид собе и заробе Квејда, али се појави Мелина и нападне људе. Квејд убије Лори и побегне са Мелином.
Они побегну до Венусвила са Бенијем и сакрију се у камуфлирани тајни тунел. У немогућности да лоцира Квејда, Кохејген искључи довод вештачког ваздуха у целој области, оставивши мештане да се лагано угуше. Квејд, Мелина и Бени одведени су у побуњеничку базу, где се Квејд сретне са њиховим вођом, видовитим мутантом Куатом, који је сијамски близанац свог брата Џорџа. Куато прочита Квејдов ум и ископа му потиснуто сећање на ванземаљску творевину (реактор) и њену намену (стварање атмосфере идентичне Земљиној) − тајну коју је Кохејген покушао да сакрије. Кохејгенове снаге упадну и побију већину побуњеника. Квејд, Џорџ/Куато, Мелина и Бени побегну у вентилациони отвор, намеравајући да у скафандерима побегну напоље, али Бени изненада убије Џорџа, откривши своје савезништво са Кохејгеном. Пре него што умре, Куато преклиње Квејда да укључи ванземаљски реактор и „ослободи Марс”.
Квејд и Мелина одведени су до Кохејгена, који пусти други видео-снимак, у којем Хаузер објасни да је све било намештаљка како би се преварили мутанти и њихове видовњачке способности, у циљу инфилтрирања, да би Куато био откривен, а побуна угушена. Кохејген нареди да се Квејду врати првобитни идентитет и памћење, а да се Мелина репрограмира да му буде одана, али Квејд успева да ослободи себе и Мелину из имплантационих столица, те обоје побегну у руднике у којима се налази реактор. Бени их нападне багером, али га Квејд убије. Квејд и Мелина потом савладају и убију Риктера и његове људе, који су им поставили заседу.
Квејд стигне лифтом до контролне собе реактора, где Кохејген чека са бомбом, тврдећи да ће их укључење реактора све уништити. Мелина стигне и упуца Кохејгена, али он успева да активира тајмер бомбе. Квејд брзо баци експлозив у тунел, али експлозија разбије заштитну стаклену куполу, проузрокујући декомпресију. Квејд одгурне Кохејгена у страну, избацивши га на површину Марса, где се он (у недостатку скафандера) угуши од вакуума. Квејд успева да активира реактор пре него што њега и Мелину такође усиса спољни безваздушни простор.
Усијане шипке реактора зарију се у глечер испод њега и отпочну процес сублимације, ослобађајући водену пару и кисеоник, створивши атмосферу идентичну Земљиној. Квејд и Мелина успевају да преживе своју краткотрајну декомпресију. Уз нову атмосферу, у којој је могуће дисати, Венусвил и остатак марсовске популације спашени су. Док сви гледају новоформирано плаво небо над Марсом, Квејд се на тренутак замисли да ли је то сан или не, пре него што се окрене да пољуби Мелину.

## Улоге
| Глумац             | Улога                          |
| ------------------ | ------------------------------ |
| Арнолд Шварценегер | Даглас Квејд/Хаузер            |
| Рејчел Тикотин     | Мелина                         |
| Шерон Стоун        | Лори Квејд                     |
| Мајкл Ајронсајд    | агент Риктер                   |
| Рони Кокс          | Вилос Кохејген                 |
| Маршал Бел         | Џорџ/Куато                     |
| Мел Џонсон млађи   | Бени                           |
| Рој Броксмит       | др Еџмар                       |
| Реј Бејкер         | Боб Маклејн                    |
| Мајкл Чемпион      | агент Хелм                     |
| Розмери Дансмор    | др Рената Лул                  |
| Дин Норис          | Тони                           |
| Марк Алаимо        | капетан Еверет                 |
| Роберт Констанзо   | Хари                           |
| Лиша Наф           | Мери, проститутка са три дојке |
| Деби Ли Карингтон  | Палчица                        |
| Дејвид Кнел        | Ерни                           |
| Роберт Пикардо     | глас и лик Џоникеба            |
| Мики Џоунс         | Рудар                          |